# Attila Horváth (pallamanista)
Attila Horváth (Dunaújváros, 4 gennaio 1966) è un ex pallamanista ungherese.

## Carriera

### Albo d'oro
Giocatore ungherese dell'anno: 1991

### Nazionale
Ha vestito la maglia della nazionale ungherese di pallamano arrivando settimo ai Giochi olimpici estivi di Barcellona 1992 e ai mondiali del 1993.